# 水谷川優子
水谷川 優子（みやがわ ゆうこ、1968年〈昭和43年〉12月24日 - ）は、日本のチェリスト。 

## 略歴
作曲家水谷川忠俊の次女として東京都に生まれる。指揮者である祖父の近衛秀麿の遺志により5歳からチェロを始め、桐朋学園女子高等学校音楽科卒業、同大学ディプロマコースを経て、ザルツブルク・モーツァルテウム音楽院首席卒業、同大学院修士修了マギスターの称号を得る。同時期にローマのサンタ・チェチーリア国立アカデミーのソリストコースにて研鑽を積みながらヨーロッパでの演奏活動を開始した。
いままでに勝田聡一、松波恵子、ハイディ・リチャウアー、故アルトゥーロ・ボヌッチ、室内楽を故ハンス・ライグラフ、メナヘム・プレスラー、ハーゲン弦楽四重奏団の各氏に師事、故アレキサンダー・シュナイダーに招かれNYストリングセミナー参加。第 6 回東京国際室内楽コンクール優勝、併せて齋藤秀雄賞とアサヒビール賞受賞、イタリア・カラブリア芸術祭コンクール優勝、ピネローロ国際室内楽コンクール 2 位、バロックザール賞など多数受賞。
現在、日本とドイツに拠点を置いて各国でソリスト、室内楽奏者として活動中。日本での「リサイタルシリーズ」は毎年オリジナリティーに溢れるプログラミングを披露し『日本人離れしたスケールの大きさが大きな魅力』（ぶらあぼ）『豊麗な美音や見事な運弓運指から生み出される朗々たるカンタービレ』（音楽の友）と高評されている。
邦楽をはじめとする異分野アーティストとのコラボレーションも多く、また「Trio SolLa（トリオ・ソラ）」メンバーとしても活動中。近年はアラブ諸国やシンガポールに招聘されオーケストラと協奏曲を共演、現地の音楽院でマスタークラスも行っている。これまでに伊勢神宮遷宮奉祝行事、熊野本宮大社御創建奉祝式年、京都・東寺にて開宗1200年記念弘法大師恩謝・世界平和祈願奉納演奏を行った。
活発なコンサート活動の傍らでライフワークとして少年院、ホスピスなどへの施設訪問演奏、スペシャルオリンピックス日本・東京のチャリティコンサートのプロデューサーをつとめている。ユニークな活躍ぶりでラジオやテレビへのゲスト出演も多く、出演したNHK FM「長崎・祈りの音色」が第 73 回文化庁芸術祭にて優秀賞受賞、受賞理由のひとつにチェロ演奏が挙げられた。ソロCDは「勇気づけ、包んでくれるような暖かい音色」（東京新聞）「心をノックするチェロ」（毎日新聞）と評され、黒田亜樹（ピアノ）と共演した最新アルバム「Black Swan〜ヴィラ＝ロボス作品集」はNY Public Radio で月間ベスト新譜選出、各国のラジオ局で流れるなど好評を博している。
姉はヴァイオリニストの水谷川陽子、夫はフィンランド人でヴァイオリニストのマーク・ゴトーニ。

## 学歴
- 田園調布雙葉小学校附属幼稚園
- 田園調布雙葉小学校
- 田園調布雙葉中学校
- 桐朋学園子供のための音楽教室
- 桐朋学園女子高等学校音楽科
- 桐朋学園ディプロマコース
- オーストリア・ザルツブルク・モーツァルテウム大学
- 同大学院修士課程（1996年修士号を得て修了）
- ローマ・サンタ・チェチーリア国立アカデミー・ソリストコース

## 師事
チェロを勝田聡一、松波恵子、菅野博文、ハイディー・リチャウアー、アルトゥーロ・ボヌッチに、室内楽をハーゲン弦楽四重奏団、ハンス・ライグラフ、ボザール・トリオのメヘナム・ブレスラーに師事。

## 受賞歴
- 第6回東京国際室内楽コンクール優勝、斉藤秀雄賞及びアサヒビール賞をあわせて受賞
- イタリア・カラブリア芸術祭コンクール・チェロ部門第1位
- ビネローロ国際室内楽コンクール第2位[+ 1]
- 2008年度青山音楽財団バロックザール賞受賞 (テオフィルス・トリオ)

## 出演
- 『プラチナファミリー：小泉孝太郎&高嶋ちさ子が華麗なる一家をのぞき見!』（2024年9月10日、テレビ朝日） - VTR出演[* 1][+ 2]

### 書籍出典
1. ↑  『平成新修旧華族家系大成』下巻, p. 701.

### ウェブ新聞出典
1. ↑  「高嶋ちさ子　大親友は総理大臣の末裔!?「生粋のお嬢さまってこうなんだ」と痛感した高校時代振り返る」『スポニチAnnex』2024年9月10日。オリジナルの2024年9月10日時点におけるアーカイブ。

### ウェブサイト出典
1. 1 2 3  公式サイトのプロフィール
2. ↑  “テレビ朝日「プラチナファミリー」に出演します！”. concert imagine (2024年9月4日). 2024年9月10日時点のオリジナルよりアーカイブ。2024年9月11日閲覧。